# Parafia Matki Bożej Nieustającej Pomocy w Trzcińsku-Zdroju
Parafia pod wezwaniem Matki Bożej Nieustającej Pomocy w Trzcińsku-Zdroju – parafia rzymskokatolicka należąca do dekanatu Chojna, archidiecezji szczecińsko-kamieńskiej, metropolii szczecińsko-kamieńskiej. Siedziba mieści się w Trzcińsku-Zdroju przy ulicy Kościelnej. Prowadzą ją księża diecezjalni.